# 圣若翰洗者斩首堂
圣若翰洗者斩首堂（威尼斯方言：San Zan Degolà；意大利语：San Giovanni Decollato）是意大利威尼斯圣十字区一座拜占庭-罗马风格的教堂和钟楼。

## 历史
在11世纪，Veniera家族在此处建造一个教堂，以庆祝该家族参加的战争：威尼斯在优卑亚岛战胜热那亚。1213年，该堂由佩萨罗家族修复。后来的重建发生在1713年。
堂内有一些早期的中世纪壁画。几百年来一直在进行重建工作，并由威尼斯贵族家庭资助。在威尼斯服务。该堂现在也举行俄罗斯东正教仪式。